# Tommaso Berni
Tommaso Berni (Firenze, 1983. március 6. –) olasz labdarúgó, kapus, klubnélküli szabadúszó.